# 612

## Събития
- В Япония, корейски танцьор на име Мимаш представя за пръв път гигаку
- Китай напада държавата Когурйо (Корея)

## Родени
- 3 май – Константин III, византийски император (починал 641 г.)